# Мосты Азербайджана
Мосты Азербайджана — мосты, построенные в Азербайджане с древних времен по настоящее время.

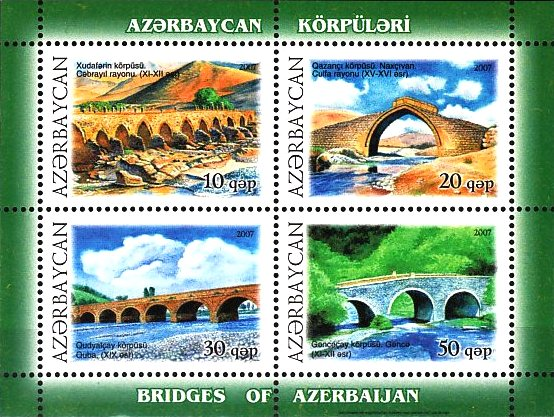
Блок марок с изображением азербайджанских мостов

Конструктивная схема и архитектурная структура древних мостов обуславливалась строительными возможностями материала, природными условиями и размещением. В строительстве пользовались разнообразными способами кладки из камня и кирпича — комбинированной кладкой, подбором материалов по цвету, облицовкой тёсаным камнем. В кладках мостов из булыжника и колотых валунов применяли каркасы. Часто под устои моста применяли и естественные выхода скал, что значительно увеличивало их устойчивость от воздействия вешних вод. Все сохранившиеся мосты состоят из повторения элементов арочных пролётов, которые отличались друг от друга очертаниями и размерами арок. В Азербайджане известны мосты, построенные в зависимости от рельефа берегов и ширины русла рек: число их пролётов — от одного до пятнадцати, длина — до 200 метров.

## Средние века
Мосты на территории Азербайджана существовали в древних торговых центрах страны — в Габале, Дербенте, Шемахы, Гяндже, Барде, Ардебиле, Нахичевани, Тебризе и других. Много мостов было построено на караванных дорогах. Некоторые из древних сооружений сохранились по настоящее время, часть из них являются архитектурными памятниками Азербайджана. В их числе: Худаферинские мосты, Красный мост, Улу-кёрпю, Мост Болоранца (не сохранился), Мост Хаххага (не сохранился).

Древние мосты
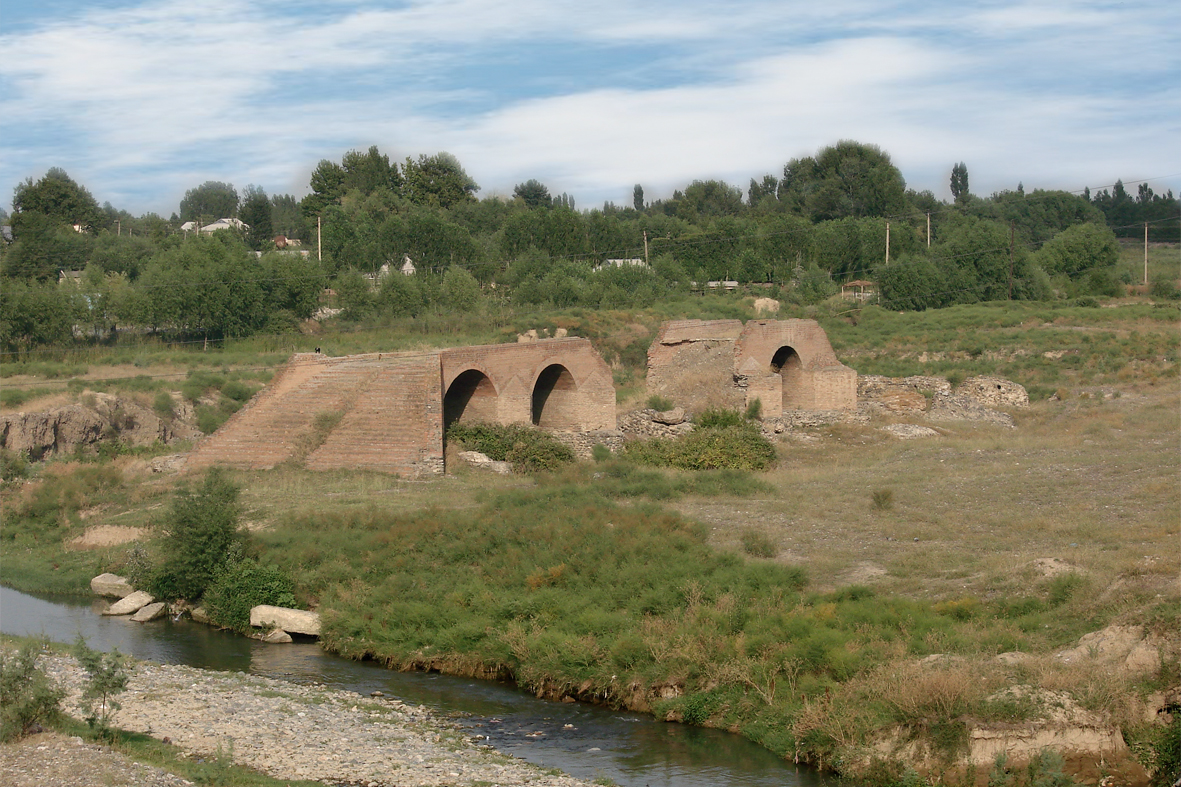
Мост через реку Тертер, VI—VII вв.
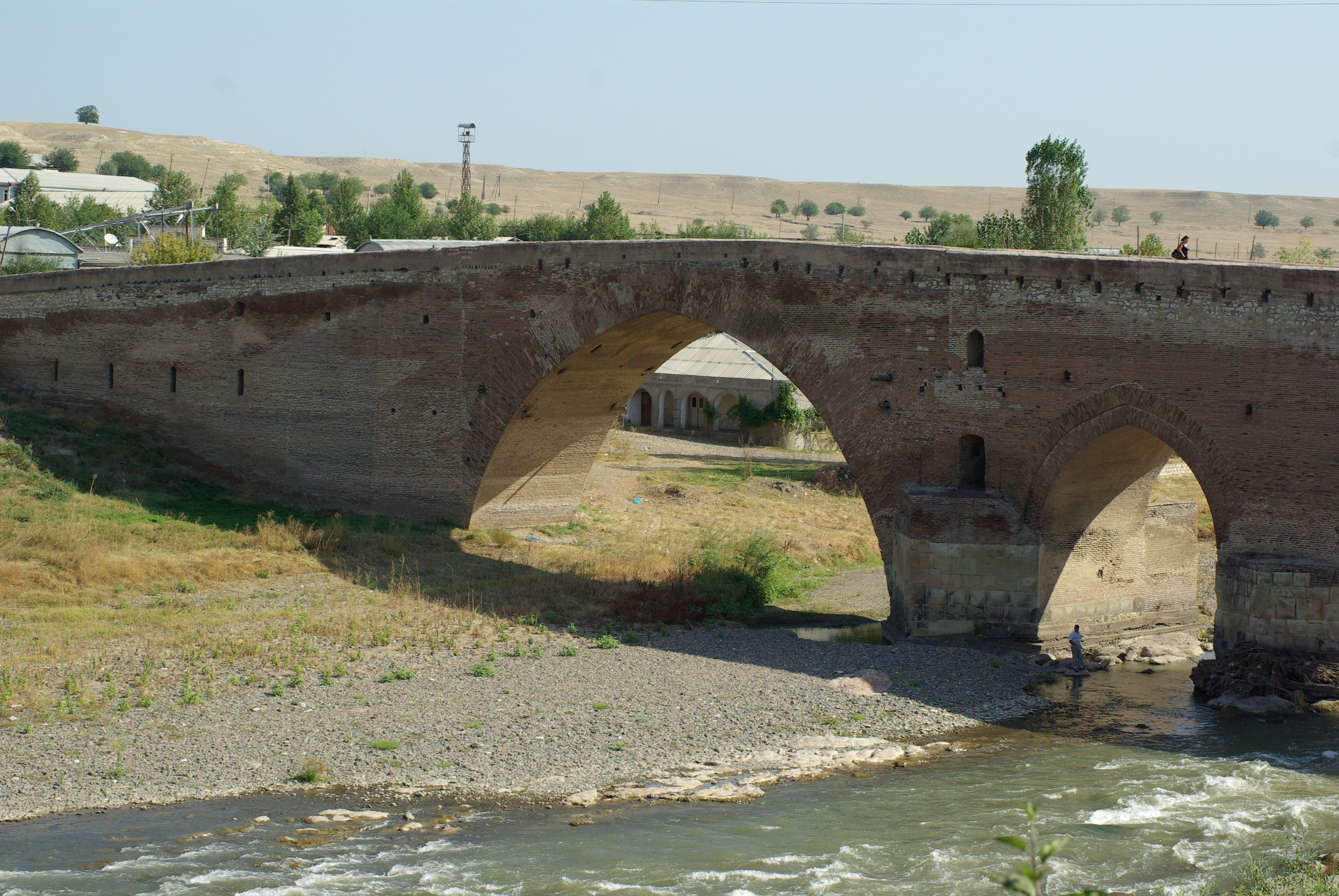
Красный мост, XVII в.
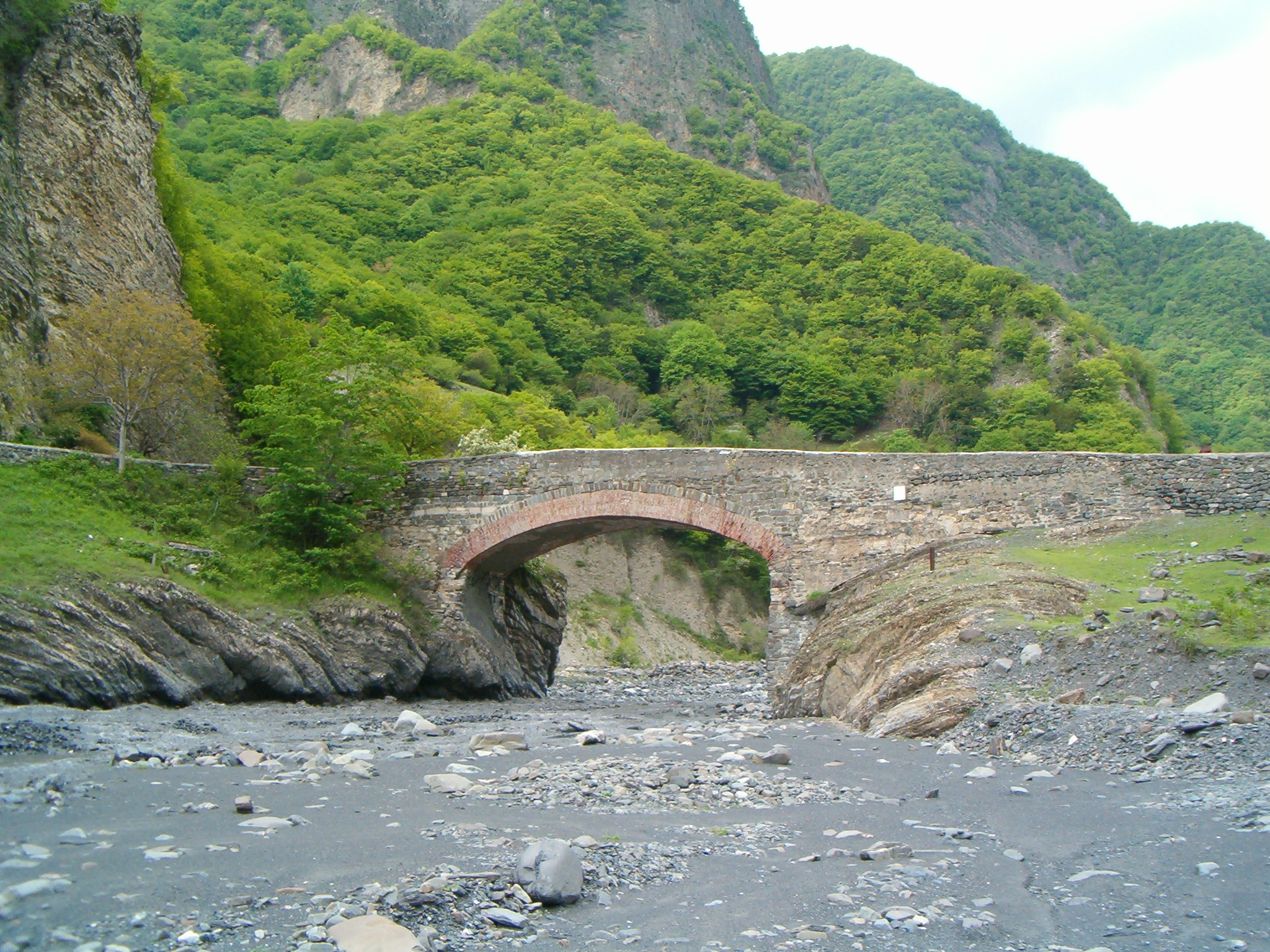
Улу-кёрпю, XIX—XX вв.
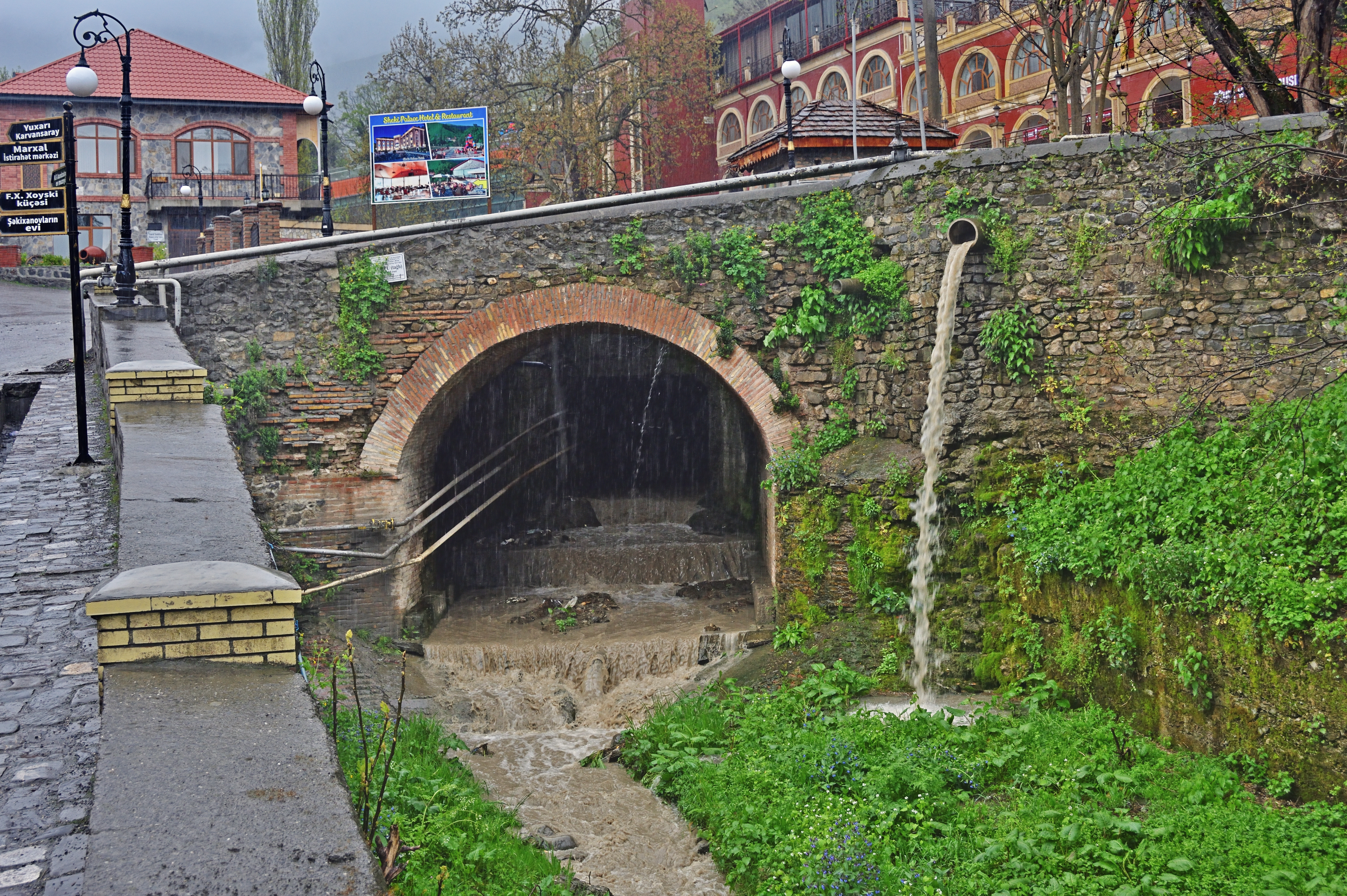
Старый мост в Шеки
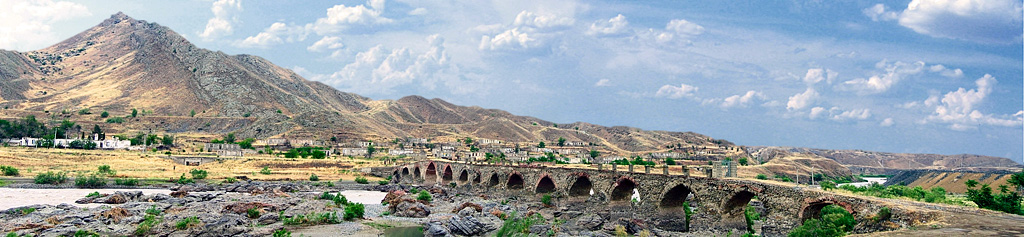
Худаферинские мосты, XII—XIII вв.
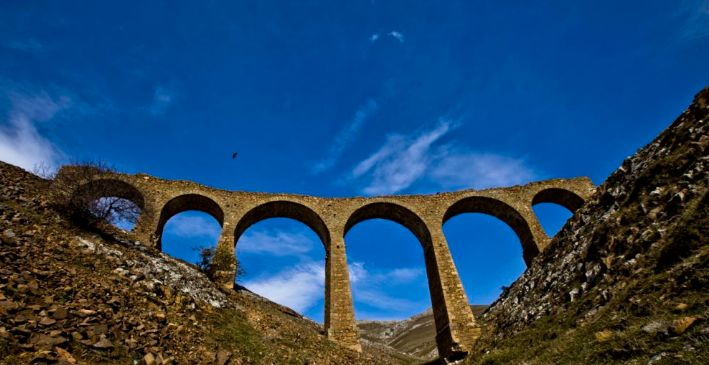
Мост «Ганлы», Кедабек, конец XIX века

## Современные мосты
В числе современных мостов Азербайджана: Гагаринский мост (мост-путепровод в Баку, построен в 1963 году), Старый мост (построен в начале XX века), Умутский мост (построен в 1992 году) и Вантовый мост (построен в 2012 году). В настоящее время строится мост через реку Самур на российско-азербайджанской границе.

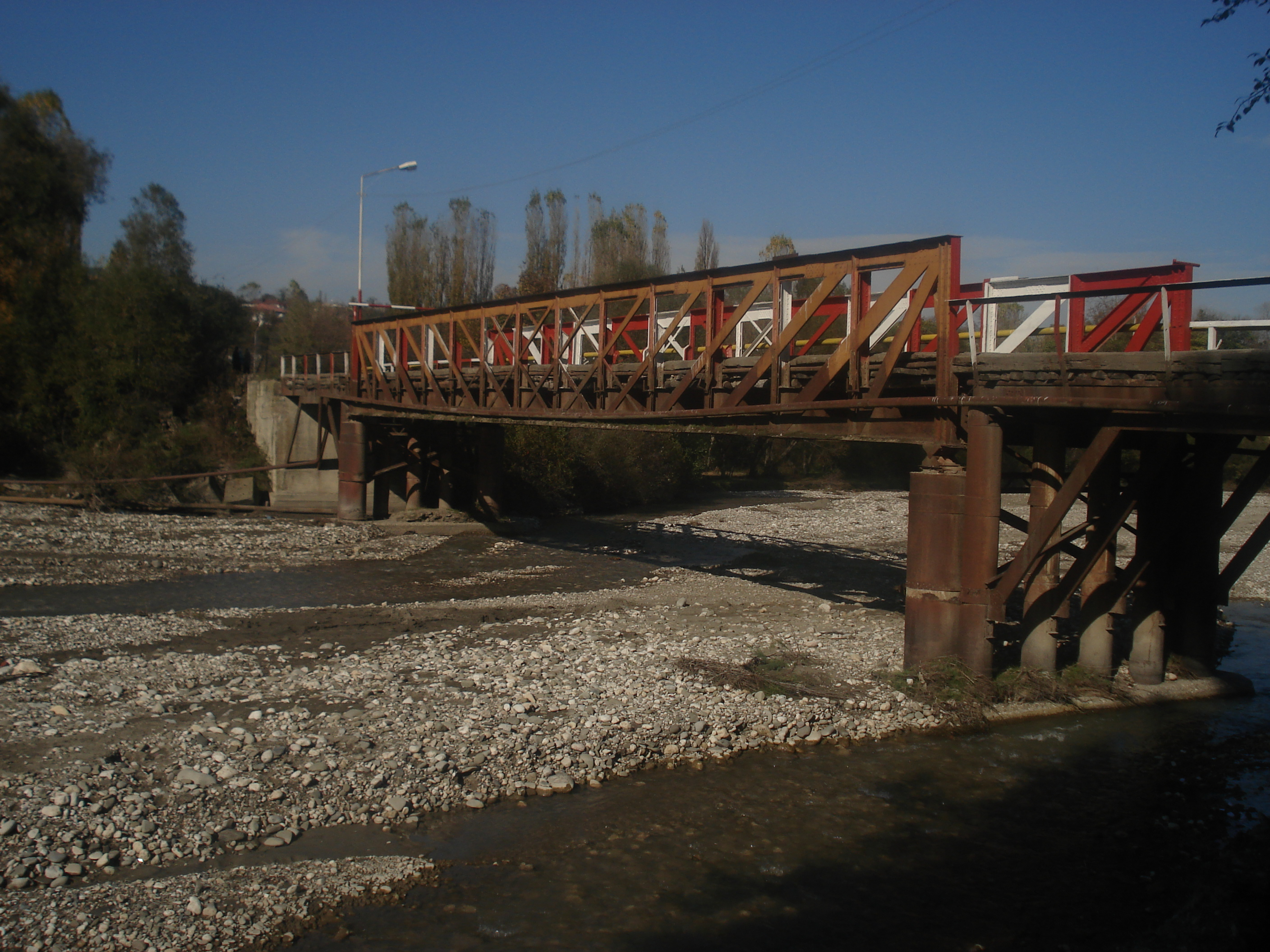
Старый мост
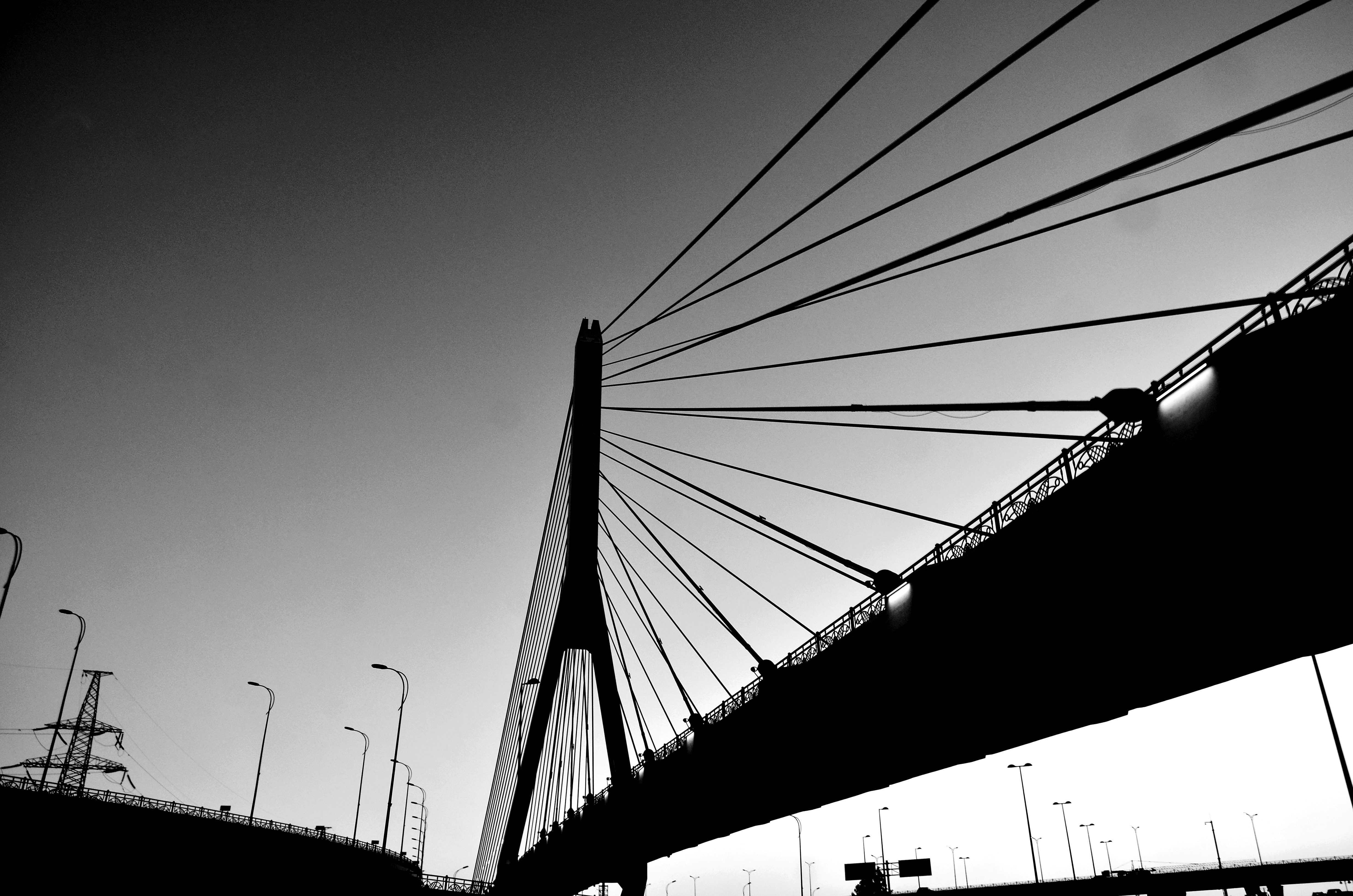
Вантовый мост

## Изображения мостов на почтовых марках и денежных знаках

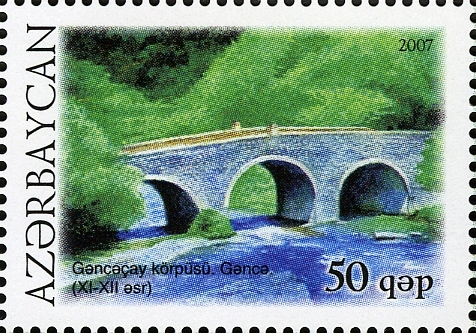
Мост на реке Гянджачай, XI-XII в.
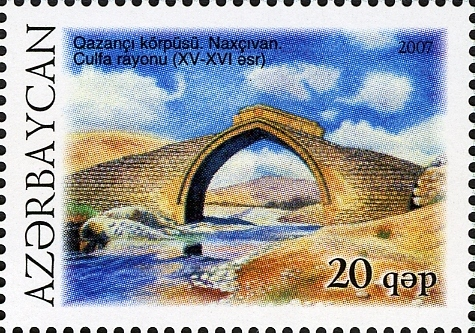
Мост в селе Казанчи, XV-XVI вв.
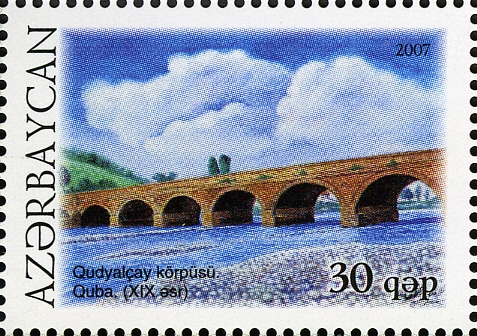
Мост через реку Кудиалчай, XIX в.
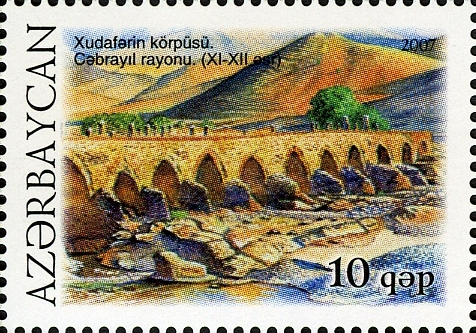
Худаферинский мост
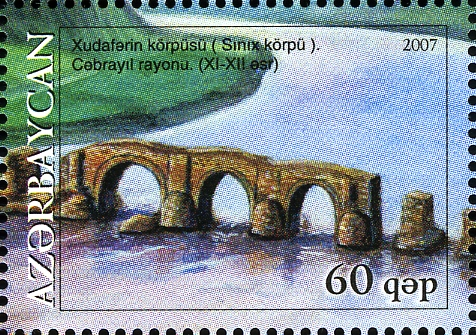
Худаферинский мост
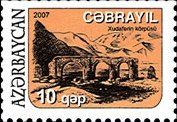
Худаферинский мост
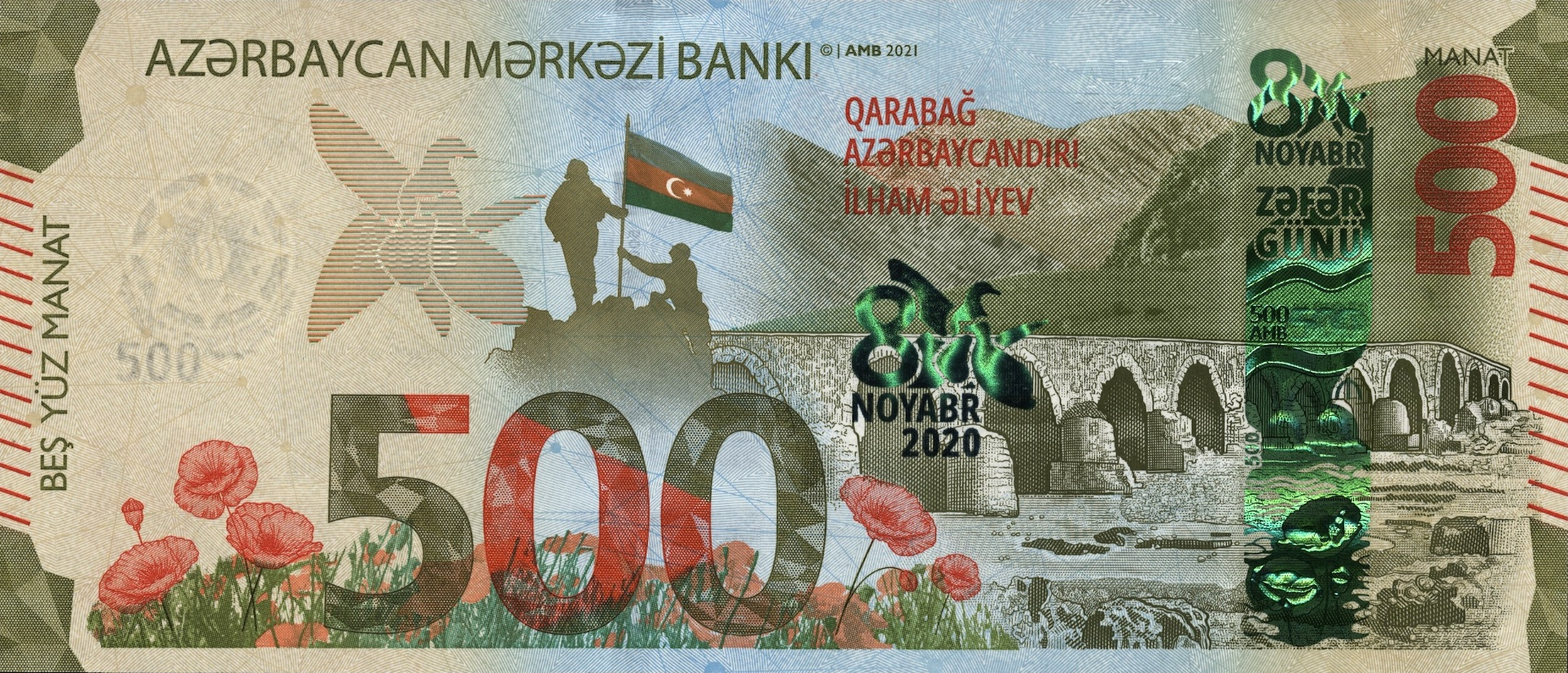
Худаферинский мост